# Bernard Vallée
Serge René Panizza (ur. 5 października 1945 w Aubervilliers, zm. 2 kwietnia 2021 w Rots) – francuski szablista, dwukrotny medalista mistrzostw świata.
Podczas mistrzostw świata w Moskwie w 1966 roku Francuzi w składzie: Claude Arabo, Jacques Lefèvre, Serge Panizza, Marcel Parent i Bernard Vallée zdobyli drużynowo brązowy medal. Wynik ten Francuzi z Vallée w składzie powtórzyli na mistrzostwach świata w Montrealu rok później.
Wystartował na igrzyskach olimpijskich w Meksyku w 1968 roku, gdzie drużynowo był czwarty. Brał też udział w igrzyskach olimpijskich w Monachium w 1972 roku, zajmując drużynowo siódme miejsce, a indywidualnie docierając do półfinałów.
Ponadto na igrzyskach śródziemnomorskich w Tunisie (1967) zdobył złoty medal w turnieju indywidualnym.